# Màle Sadóve
Màle Sadóve (en (ucraïnès): Мале Садове, en rus: Малое Садовое, Màloie Sadóvoie) és un poble de la República Autònoma de Crimea a Ucraïna, que el 2014 tenia 336 habitants. Pertany al districte de Bakhtxissarai. Fins al 1948 la vila es deia Kutxuk-Siurén.

## Població
Segons les dades del 2001 la composició de la població de la vila de Màloie Sadóvoie d'acord amb la llengua que empren és la següent:
| Llengua  | %     |
| -------- | ----- |
| Rus      | 81,27 |
| Tàtar    | 13,29 |
| Ucraïnès | 5,44  |